# Куп Југославије у фудбалу 1986/87.
Куп Југославије у фудбалу у сезони 1986/87. је тридесетдевето такмичење за Пехар Маршала Тита.
У завршницу такмичења су се квалификовала 32  клуба из СФРЈ.
Победник Купа је постао Хајдук из Сплита, по осми пут у историји.

## Шеснаестина финала
| Утак. | Клуб                  | Резултат      | Клуб               |
| ----- | --------------------- | ------------- | ------------------ |
| 1     | Белишће               | 1–2           | Сутјеска Никшић    |
| 2     | Будућност Бановићи    | 0–0 (3–2 п)   | Динамо Загреб      |
| 3     | Црвена Застава        | 1–1 (4–2 п)   | Сарајево           |
| 4     | Карловац              | 1–0           | Приштина           |
| 5     | Марибор               | 3–0           | Вардар             |
| 6     | Неретва               | 0–1           | Будућност Титоград |
| 7     | ОФК Кикинда           | 0–1           | Вележ Мостар       |
| 8     | ОФК Приједор          | 2–3           | Слобода Тузла      |
| 9     | Осијек                | 7–0           | Победа Прилеп      |
| 10    | Раднички Крагујевац   | 3–2           | Партизан           |
| 11    | Црвена звезда         | 1–1 (11–10 п) | ОФК Београд        |
| 12    | Ријека                | 2–0           | Влазними Ђаковица  |
| 13    | Спартак Суботица      | 1–1 (3–1 п)   | Динамо Винковци    |
| 14    | Текстилац Бијело Поље | 0–7           | Хајдук Сплит       |
| 15    | Војводина             | 3–0           | Челик Зеница       |
| 16    | Жељезничар Сарајево   | 2–2 (5–3 п)   | Раднички Ниш       |

## Осмина финала
| Утак. | Клуб                | Резултат | Клуб                | 1. ут. | 2. ут. |
| ----- | ------------------- | -------- | ------------------- | ------ | ------ |
| 1     | Будућност Титоград  | 4–3      | Вележ Мостар        | 2–3    | 2–0    |
| 2     | Хајдук Сплит        | 5–3      | Будућност Бановићи  | 4–1    | 1–2    |
| 3     | Марибор             | 1–5      | Жељезничар Сарајево | 0–0    | 1–5    |
| 4     | Раднички Крагујевац | 4–1      | Карловац            | 3–0    | 1–1    |
| 5     | Црвена звезда       | 2–0      | Слобода Тузла       | 1–0    | 1–0    |
| 6     | Ријека              | 6–1      | Црвена Застава      | 5–0    | 1–1    |
| 7     | Спартак Суботица    | 3–2      | Сутјеска Никшић     | 2–0    | 1–2    |
| 8     | Војводина           | 2–4      | Осијек              | 1–2    | 1–2    |

## Четвртфинале
| Утак. | Клуб                | Резултат    | Клуб                | 1. ут. | 2. ут. |
| ----- | ------------------- | ----------- | ------------------- | ------ | ------ |
| 1     | Будућност Титоград  | 4–1         | Раднички Крагујевац | 4–0    | 0–1    |
| 2     | Хајдук Сплит        | 5–3         | Спартак Суботица    | 3–2    | 2–1    |
| 3     | Црвена звезда       | 4–0         | Осијек              | 1–0    | 3–0    |
| 4     | Жељезничар Сарајево | 0–0 (2–4 п) | Ријека              | 0–0    | 0–0    |

## Полуфинале
| Утак. | Клуб         | Резултат    | Клуб               | 1. ут. | 2. ут. |
| ----- | ------------ | ----------- | ------------------ | ------ | ------ |
| 1     | Хајдук Сплит | 2–2 (5–4 п) | Црвена звезда      | 1–2    | 1–0    |
| 2     | Ријека       | 3–2         | Будућност Титоград | 2–1    | 1–1    |

## Финале
| Клуб                                 | Резултат | Клуб |
| ------------------------------------ | --- | --- |
| Хајдук Сплит                         | 1 - 1 | Ријека |
| Датум                                | 9. мај, 1987. | 9. мај, 1987. |
| Стадион                              | Стадион ЈНА, Београд | Стадион ЈНА, Београд |
| Гледалаца                            | 30.000 | 30.000 |
| Судија                               | Зоран Петровић, Београд | Зоран Петровић, Београд |
| Хајдук Сплит (тренер: Јосип Скоблар) | Младен Пралија (119' Зоран Варводић), Роберт Јарни, Дарко Дражић, Стјепан Андријашевић, Драги Сетинов, Јерко Типурић, Стјепан Деверић, Драгутин Челић, Милош Бурсаћ, Аљоша Асановић, Фране Бућан (103' Зденко Адамовић) | Младен Пралија (119' Зоран Варводић), Роберт Јарни, Дарко Дражић, Стјепан Андријашевић, Драги Сетинов, Јерко Типурић, Стјепан Деверић, Драгутин Челић, Милош Бурсаћ, Аљоша Асановић, Фране Бућан (103' Зденко Адамовић) |
| Ријека (тренер: Младен Вранковић)    | Мауро Равнић, Игор Јелавић, Роберт Рубчић, Владо Котур, Роберто Палиска, Борче Средојевић, Јанко Јанковић, Младен Младеновић, Давор Радмановић, Данко Матрљан (46' Зоран Шкерјанц), Зоран Вујчић (76' Предраг Валенчић) | Мауро Равнић, Игор Јелавић, Роберт Рубчић, Владо Котур, Роберто Палиска, Борче Средојевић, Јанко Јанковић, Младен Младеновић, Давор Радмановић, Данко Матрљан (46' Зоран Шкерјанц), Зоран Вујчић (76' Предраг Валенчић) |
| Стрелци                              | 1-0 Асановић 43' (пен), 1-1 Радмановић 85' | 1-0 Асановић 43' (пен), 1-1 Радмановић 85' |

| | v                 | |
| --- | ----------------- | --- |
| |                   | |
| Пенали |                   | |
| Асановић · Челић · Андријашевић · Типурић · Сетинов · Дражић · Бурсаћ · Деверић · Јарни · Адамовић · Варводић | Хајдук 9:8 Ријека | Младеновић · Радмановић · Валенчић · Јанковић · Шкерјанц · Средојевић · Равнић · Јелавић · Котур · Рубчић · Палиска |